# 銀狐 (漫畫)
《銀狐》，是落合小夜作畫的日本漫畫作品，在集英社的漫畫雜誌《Ultra Jump》連載中。於2013年10月至12月播放改編電視動畫。

## 概要
在《Ultra Jump》的2008年3月號、6月號中以單篇形式揭載，2009年6月號起昇格為連載作品。
2013年4月宣布動畫化，同年10月6日開始放送。
本作以某個鎮上的小神社「稻荷神社」為舞台，神社的第十五代繼承人－冴木真琴，與身為神使的狐狸－銀太郎，以兩人為中心，描寫神社及真實存在的眾神生活的日常作品。

## 登場角色

### 冴木神社
冴木真琴（聲：金元壽子）
16歲，高中2年級生。江戶時代即存在的稻荷神社（祭神為宇迦之御魂大神）的第十五代繼承人。在歷代神主中最年少。與父親達夫2個人生活（母親由子在真琴幼時已過世）。
持有神眼，能看見一般人見不到的神使。
性格天真爛漫，以同齡的女孩子來說較為孩子氣，喜歡多管閒事，會去主動幫忙需要協助的人。
對於戀愛方面的事情較為遲鈍，像是並未察覺日輪子對父親的憧憬，以及小杉對自己抱持的戀情。
因為與悟住在同個屋簷下，又常一起討論擁有神眼的人才能看到的事情，因此被周遭的人認為與悟在交往。
銀太郎（聲：三木真一郎）
在稻荷神社擔任神使職務的銀色狐狸。雄性。侍奉稻荷大神的神使。其個性看似慵懶且遊手好閒，常常在神殿窄道上或屋頂上打盹，但很多時候只是閉著眼睛耳聽八方的所有事物。說話風格毒舌刻薄，尤其是對真琴，然而最重視的人類也是真琴。與同宗的大和民族狐仙相比，銀太郎最喜歡的供品食物不是油豆腐而是橘子。
冴木達夫（聲：關俊彥）
43歲。冴木神社的神主。由於是入贅到冴木家的關係，因此無法看到神使，但似乎能感覺其存在，有種深藏不露的氣質，受到銀太郎一定程度的敬重。總是露出和善仁慈的笑容，個性悠閒自在，又不吝於自嘲娛人，達夫是個標準的慈父代表。
擅長料理及所有家事。
神尾悟（聲：小野賢章）
在稻荷神社寄住的少年，與真琴同年，與真琴同樣擁有神眼，相貌英俊卻有點矮，但在劍道方面是個傑出的武者，被學校的女生稱為『現代美劍士』或是『王子』，也是神尾神社的繼承人。因為自小在刻薄的親戚家長大，非常獨立自主，懂得察言觀色且行事得體成熟，但是由於自小養成的自我保護機制，簡單的人際關係（尤其是同輩之間）方面就彆扭不已；這種現象在他來到冴木神社後慢慢發生改變。
春（聲：藤村步）
與悟一同到稻荷神社寄住的狐狸神使。年齡約80歲。
外表看起來像男生，但實際上是女生。是個吵吵鬧鬧又愛計較的神使，但是非常支持悟，與悟互相扶持，有種相依為命的感覺，然而冴木神社的人情溫暖和特殊氛圍，逐漸扭轉這種感覺。寄住後與銀太郎一起鎮守冴木神社，一靜一動，是個非常有趣的組合。春也不吃油豆腐，她最喜歡的供品是奶油麵包。

### 真琴的朋友、高中關係者
池上由美（聲：赤崎千夏）
真琴的同學。一開始因為真琴的占卜失敗（其實是自己沒把話聽完）和男朋友的關係變差而非常討厭真琴，但是後來因為都為貓咪奔波的緣故，和真琴成為好朋友以及死黨。
很喜歡貓，常買飼料去公園餵食野貓。是一個聒噪又大而化之的女生，看似輕浮隨便，其實相當的講義氣也很有個性。
船橋日輪子（聲：小清水亞美）
真琴的同學，茶道世家的大小姐，學生會成員。
個性認真，學業優異，因為家教嚴謹的關係，對事情不知變通一板一眼，也曾因此與由美產生爭執，甚至造成擁護由美的女生私下將她圍堵在女廁（真琴也順便被捲入），危及之下，被由美介入而脫險。
因為女廁一事與真琴和由美變成三個形影不離的死黨姊妹，個性也逐漸變得開朗和體貼。對真琴的父親達夫抱有好感。
葦原梢（聲：大地葉）
真琴的同學，個性悠閒，食量很大，老舖旅館的女兒。將來想要成為廚師與營養師。
小杉七海（聲：吉野裕行）
2年級生，劍道社成員，對真琴有好感。
喜愛甜食，不會去在意「七海」這個像女性的名字。
絹川泰介（聲：小野友樹）
3年級生，劍道社主將。個性樂觀開朗、熱心待人，粗線條並有點我行我素，卻散發出一種可靠的氣息。
家裡經營名為「小絹」的豆腐店（同時也是綽號），與桐島是兒時至今的朋友，並暗戀桐島的姊姊。
在悟想要專心從事神職工作而萌生退出劍道社的想法時，曾經給予「兩邊都可以兼顧」的建議。
桐島清志郎（聲：杉田智和）
3年級生，學生會長，祖母為英國人的四分之一混血兒。雙親經營貿易方面的公司。非常的自戀和驕傲，對日輪子情有獨鍾，常常想引起其注意和獨處。除了女生外，對婆婆媽媽也頗有一套。雖然自大和高傲，但是觀察人的能力也很傑出，很多事情其實都看在眼裡，是個不錯的朋友和領導人。

### 其他人物
天本將平（聲：關智一）
由美的男友，與真琴她們就讀不同高中，2年級生，天吹寺的繼承人。
經常被由美與三位姐姐欺負。
吉住真一（聲：野島裕史）
27歲，日輪子父親的秘書。後來負責全職接送日輪子上下課。是個剛毅木訥又老實的好好先生，對日輪子有感覺；與其說暗戀日輪子，不如說是因為日輪子開始與真琴、由美打成一片後變得溫柔體貼，變得更敬愛日輪子。
高見義友（聲：平田廣明）
43歲，曾離過婚，冴木達夫的青梅竹馬，以前也是神主，目前隱退並經營居酒屋。是個不拘小節又酷酷的大叔，很受青少年的歡迎。表面上玩世不恭，但跟摯友達夫一樣，散發著一股深藏不露的氣息，根據神道的師長說法，若繼續研修神道，將會是個很有潛力的宮司。
豐倉江津子（聲：田中敦子）
達夫的姐姐、真琴的姑姑，49歲。豐倉酒廠的當家，本來應該是弟弟達夫繼承家業，不料達夫與神主的繼承人熱戀後結婚，入贅他家，為了成全弟弟一肩扛起家業。個性豪爽率直，跟青少年也可以打成一片的女強人。

### 神使、靈獸
金次郎（聲：井上和彥）
昔日冴木神社的狐狸神使，銀太郎以前的搭擋，後自行離開神社下落不明（但被認為可能還在世）。
才丸、歌丸（聲：楠見尚己、上田燿司）
守護松梅大社的狛犬與獅子。
才丸約1500歲，歌丸約1400歲。
龜（聲：山本兼平）
約300歲。因為所居住的祠堂要開發新道路被拆除而居無定所，並在尋找住所的過程中耗盡體力，而有著負面的想法，外貌與一般的烏龜相似，因而被沒見過銀太郎以外神使的真琴當成普通烏龜，後來居住在松梅大社的池塘。
風、吹（聲：福沙奈惠、小岩井小鳥）
居住在天吹寺內神社的猿之神使。風為男生，吹為女生，年齡約60歲。
因為想讓來寺廟的人感到開心，所以使用刮風的能力來惡作劇。
被真琴等人教訓後，雖然有稍微反省，但仍然改不掉喜歡惡作劇的毛病。
那智
約250歲。屌兒啷噹、多話的八咫烏。離開故鄉熊野現在正在週遊全國的熊野社，夢想是擁有自己的神社。
深月
約700歲。住在海邊住吉神社的女兔子神使，生活隨心所欲外表華麗，什麼事都憑直覺。
波真
約150歲。男兔子神使很認真對誰都會很禮貌的說話，是個獨當一面的神使。
珠千代
約30歲。男兔子神使還是個小孩很怕生，愛哭鬼一個。有次真琴一行人到海邊度假時遇到他的，真琴一開始還以為他是一個很可愛的女生。

## 單行本
| 卷數 | 集英社         | 集英社                 | 青文出版社     | 青文出版社             |
| 卷數 | 初版發售日期   | ISBN                   | 初版發售日期   | ISBN                   |
| ---- | -------------- | ---------------------- | -------------- | ---------------------- |
| 1    | 2009年9月18日  | ISBN 978-4-08-877731-3 | 2010年12月21日 | ISBN 978-986-256-591-9 |
| 2    | 2010年3月19日  | ISBN 978-4-08-877833-4 | 2011年6月13日  | ISBN 978-986-256-785-2 |
| 3    | 2010年8月19日  | ISBN 978-4-08-879021-3 | 2011年8月25日  | ISBN 978-986-256-844-6 |
| 4    | 2011年1月19日  | ISBN 978-4-08-879098-5 | 2012年1月11日  | ISBN 978-986-310-032-4 |
| 5    | 2011年7月19日  | ISBN 978-4-08-879181-4 | 2012年3月17日  | ISBN 978-986-310-107-9 |
| 6    | 2011年12月19日 | ISBN 978-4-08-879248-4 | 2012年7月12日  | ISBN 978-986-310-248-9 |
| 7    | 2012年6月19日  | ISBN 978-4-08-879359-7 | 2013年8月15日  | ISBN 978-986-310-717-0 |
| 8    | 2013年1月18日  | ISBN 978-4-08-879504-1 | 2013年10月18日 | ISBN 978-986-310-774-3 |
| 9    | 2013年9月19日  | ISBN 978-4-08-879653-6 | 2014年5月16日  | ISBN 978-986-356-012-8 |
| 10   | 2013年10月19日 | ISBN 978-4-08-879670-3 | 2014年10月16日 | EAN 4718016010307      |
| 11   | 2014年11月19日 | ISBN 978-4-08-879787-8 | 2016年10月20日 | EAN 4718016014848      |
| 12   | 2015年6月19日  | ISBN 978-4-08-890212-8 | 2017年4月10日  | EAN 4718016022584      |
| 13   | 2017年1月19日  | ISBN 978-4-08-890583-9 |                |                        |

## 電視動畫
2013年10月6日起在東京電視台、大阪電視台、愛知電視台、AT-X、熊本放送、奈良電視台等電視台播放。網路播放有萬代頻道、NICONICO生放送、NICONICO頻道。韓國在ANIPLUS播出。

### 製作人員
- 原作：落合小夜（集英社《Ultra Jump》連載中 Young Jump Comics Ultra刊）
- 監督：三澤伸
- 系列構成：山口宏
- 角色設計：松本麻友子、井出直美
- 色彩設計：小島真喜子
- 美術監督：武藤正敏
- 攝影監督：伊藤康行
- 編輯：小島俊彥
- 音樂：加藤達也
- 音響監督：岩浪美和
- 動畫製作：Diomedéa
- 製作：銀狐製作委員會

### 主題曲
片頭曲「tiny lamp」
作詞：林英樹，作曲：佐藤純一，編曲、主唱：fhána
片尾曲
作詞、主唱：SCREEN mode，作曲、編曲：太田雅友

### 各話列表
| 話數   | 日文標題 | 中文標題         | 劇本     | 分鏡     | 演出              | 作畫監督                        |
| ------ | -------- | ---------------- | -------- | -------- | ----------------- | ------------------------------- |
| 第1話  |          | 第十五代與銀太郎 | 山口宏   | 三澤伸   | 小原充            | 井出直美 石川雅一               |
| 第2話  |          | 相互禮讓         | 金杉弘子 | 稻垣隆行 | 森脇真琴          | 藤澤俊幸                        |
| 第3話  |          | 神明的棲身之所   | 山口宏   | 小平麻紀 | 池端隆史          | 大西秀明 嵩本樹                 |
| 第4話  |          | 阿悟與小春       |          | 川崎逸朗 | 川崎逸朗          | 伊勢奈央子                      |
| 第5話  |          | 溫暖的季節       | 湖山禎崇 | 安藤健   | 上野卓志 岡本達明 |                                 |
| 第6話  |          | 什麼樣的表情？   | 山口宏   | 高林久彌 | 高林久彌          | 西田美彌子 國行由里江           |
| 第7話  |          | 神社與寺廟       | 金杉弘子 | 三澤伸   | 本多美乃          | 佐藤麻里耶 德田夢之介、大西陽一 |
| 第8話  |          | 人類真奇怪       | 金杉弘子 | 竹內浩志 | 高村雄太          | 洪範錫 Jang Min-ho              |
| 第9話  |          | 對不起           |          | 筑紫大介 | 筑紫大介          | 嵩本樹 大西秀明                 |
| 第10話 |          | 有什麼關係       | 川崎逸朗 | 川崎逸朗 | 伊勢奈央子        |                                 |
| 第11話 |          | 真琴的未來       | 湖山禎崇 | 安藤健   | 岡本達明 上野卓志 |                                 |
| 第12話 |          | 夏越大祓         | 山口宏   | 三澤伸   | 三澤伸            | 松本麻友子                      |

## 外部連結
- 電視動畫《銀狐》官方網站 （页面存档备份，存于）（日語）
- 東京電視台《銀狐》官方網站 （页面存档备份，存于）（日語）
- 《銀狐》官方Twitter的X（前Twitter）（日語）